# Hana Voglová
Hana Voglová (provdaná Hana Fischlová, 20. června 1913 Třebechovice pod Orebem – 20. března 2005) byla česká Židovka, příslušnice Ženských pomocných leteckých sborů a 311. československé bombardovací perutě.

## Život

### Před druhou světovou válkou
Hana Voglová se narodila 20. června 1913 v Třebechovicích pod Orebem v česko-židovské rodině. Byla členem Skauta. Od roku 1923 studovala gymnázium a obchodní akademii v Hradci Králové, po dokončení studií pracovala bance Union.

### Druhá světová válka
Po německé okupaci odjela Hana Voglová v červenci 1939 do Belfastu pracovat jako Au pair. Po vypuknutí druhé světové války vstoupila do Ženských pomocných leteckých sborů při Royal Air Force a působila jako, úřednice, technická překladatelka a tlumočnice u 311. československé bombardovací perutě. Jednou z jejích aktivit bylo sešití několika kusů leteckého plátna, na něž pak do konce války sesbírala přes 400 podpisů příslušníků perutě. Její rodina byla postižena Holokaustem, téměř celá zahynula v koncentračním táboře Auschwitz.

### Po druhé světové válce
Do Československa se Hana Voglová vrátila 11. listopadu 1945. Opět pracovala v bankovnictví, po komunistickém převratu v roce 1948 opět odešla do Spojeného království a po dalších třech letech do Kanady. Zde pracovala u železniční společnosti. V roce 1991 byla povýšena do hodnosti majora. Zemřela 20. března 2005.

## Ocenění
- Haně Voglové-Fischlové byl udělen titul Čestné občanky města Třebechovice pod Orebem[1]